# Victor Young
Victor Young (n. 8 august, 1900 în Chicago, Illinois – d. 11 noiembrie, 1956 în Palm Springs, California) a fost un compozitor, dirijor și violonist american. Într-o carieră muzicală de patru decenii, Victor Young a compus numeroase coloane sonore și o serie de melodii care au devenit mai târziu hit-uri interpretate de numeroși artiști, piese precum When I Fall In Love, Blue Star, Can't We Talk It Over, Street of Dreams, Love Letters, Around the World, My Foolish Heart, Golden Earrings, Stella by Starlight și I Don't Stand a Ghost of a Chance with You.

## Biografie
Victor Young s-a născut la 8 august, 1900 în Chicago, Illinois dintr-o familie de muzicieni. Tatăl său a fost tenor în opera din Chicago iar la vârsta de șase ani Victor a început să cânte la vioară. După ce mama sa a murit în 1908, Victor și sora sa Helen au fost trimiși la Varșovia, Polonia pentru a sta cu bunicii săi. Bunicul său a fost capabil să îl trimită la Conservatorul din Varșovia și, fiind un elev ambițios, a absolvit și și-a făcut debutul ca violonist de concert în Filarmonica din Varșovia. Prima apariție publică alături de Filarmonica din Varșovia a fost atât de bună încât un meloman bogat i-a oferit o vioară Guarnerius din 1730. A doua zi după ce Victor a murit, vioara, lăsată în grija unui prieten foarte apropiat, Henry Hill, un violonist profesionist, a dispărut misterios. Când încă era un adolescent, a făcut câteva turnee de succes în Europa și Statele Unite, îmbogățind cariera sa de violonist de concert. S-a întors în Chicago în anii 1920 și a acceptat postul de director muzical pentru lanțul de cinematografe Balana and Katz. Acest post i-a cerut să facă aranjamente muzicale pentru cele mai importante prezentări. Drept rezultat, Victor și-a descoperit talentul pentru compunerea, aranjamentul și orchestrarea muzicii ușoare. În câțiva ani s-a mutat în Los Angeles unde a semnat un contract cu Brunswick Records ca dirijor și a devenit cel mai cunoscut director muzical pentru radio și discuri.
În 1935 a acceptat un post de director muzical și compozitor la studioul Paramount Pictures. Pentru următorii 20 de ani, Hollywood a devenit casa sa iar muzica de film principala sa ocupație. A compus muzica pentru peste 200 de filme în următoarele două decenii, acumulând 22 de nominalizări la Premiile Oscar. Victor a avut capacitatea de a compune melodii frumoase pentru filme, oricare ar fi fost subiectul acestora. În timp ce filme ca Love Letters și My Foolish Heart sunt demult uitate, melodiile principale sunt încă interpretate în ziua de azi de numeroși artiști de muzica pop și jazz. A fost probabil cel mai bun compozitor de melodii pe care l-a avut vreodată Hollywood-ul. Filme cum ar fi For Whom the Bell Tolls, Gulliver's Travels, The Quiet Man, The Blue Dahlia și Samson and Delilah au arătat aptitudinea sa de a compune muzica pentru orice gen de film, de la "film noir" și desene animate până la filme cu subiect religios.
Ritmul său fără pauză, dieta proastă, fumatul de trabuc și ignorarea sfatului medicului și-au spus cuvântul în 1956 iar pe 11 noiembrie, 1956 a decedat în urma unei hemoragii cerebrale. Deși tot mai bolnav în ultimul an de viață, a compus muzica pentru The Brave One, The Buster Keaton Story, Omar Khayyam și Run of the Arrow, toate lansate după moartea sa. Ultima sa coloană sonoră, China Gates, a fost terminată de vechiul său prieten, Max Steiner. Din păcate, singurul său Oscar a fost câștigat după moartea sa, în primăvara anului 1957 pentru Around the World in 80 Days, poate cea mai bună realizare a sa. Familia sa a donat partiturile și obiectele sale (inclusiv Oscarul său) universității Brandeis din Massachussets, unde se află și astăzi.
Victor Young deține recordul pentru cele mai multe nominalizări la Oscar înainte de a câștiga primul trofeu. De asemenea, este unul din cei doi compozitori (alături de  Alfred Newman) care să aibă patru nominalizări la Oscar în același an.

## Nominalizări și premii

### Premiile Oscar
- 1957
  - Around The World in 80 Days (cea mai bună coloană sonoră)
  - Written on the Wind (cea mai bună melodie)
- 1951 - Samson and Delilah
- 1950 - My Foolish Heart (cea mai bună melodie)
- 1949 - The Emperor Waltz
- 1946
  - Love Letters (cea mai bună coloană sonoră)
  - Love Letters (cea mai bună melodie)
- 1944 - Pentru cine bat clopotele - For Whom The Bell Tolls
- 1943
  - Flying Tigers
  - Silver Queen
  - Take A Letter, Darling
- 1942
  - Hold Back the Dawn
- 1941
  - Arizona
  - Poruncă întunecată - Dark Command
  - North West Mounted Police
  - Arise, My Love
- 1940
  - Golden Boy
  - Călătoriile lui Gulliver - Gulliver's Travels
  - Man of Conquest
  - Way Down South
- 1939
  - Amy Girl
  - Breaking The Ice

### Premiile Emmy
- 1955
  - Light's Diamond Jubilee (Cea mai bună coloană sonoră compusă pentru un serial dramatic)
  - Medic
  - Light's Diamond Jubilee (Cea mai bună coloană sonoră compusă pentru un serial)

### Globurile de Aur
- 1955 - Omul liniștit - The Quiet Man
- 1952 - The September Affair